# FN M1900
La FN M1900 es una pistola semiautomática de acción simple, diseñada hacia 1896 por John Moses Browning y producida en Bélgica por la Fabrique Nationale d´Herstal a inicios del siglo XX. Fue la primera pistola producida en serie que empleaba una corredera.

## Historia
En 1888, un concurso del gobierno belga para la fabricación de 150 000 fusiles con los que dotar a sus tropas, hizo que el 8 de diciembre de 1888 algunos miembros de la Asociación Belga de Fabricantes de Armas se unieran logrando así la financiación necesaria para acometer tal proyecto, y fundando la fábrica FN, siglas de la Fabrique Nationale d`Armes de Guerre por medio de un documento firmado el 3 de julio de 1899.
Después de cumplir dicho contrato, la FN orientó sus miras hacia el mercado exterior en busca de nuevos clientes. Así fue como se percató del déficit que tenía Estados Unidos de la recién inventada bicicleta, donde eran muy solicitadas como nuevo medio de locomoción. Para estudiar este mercado, FN envió a ese país a su director comercial Hart O. Berg.
Una vez allí conoció a John Moses Browning, el cual estaba trabajando desde hacía tiempo en el diseño de una pistola de calibre 7,65 mm. Un desacuerdo financiero entre Winchester (fábrica con la que trabajaba) y la sociedad Browning, y el hecho de que el mercado local se aferrara todavía al mítico revólver, hicieron que siguiendo el consejo de Berg, la sociedad vendiera la licencia de fabricación de esta arma, siendo firmado el respectivo contrato el 17 de julio de 1897.
El diseño final fue presentado a FN Herstal en 1898, iniciándose su producción y saliendo las primeras unidades de fábrica en enero de 1899 (bajo la denominación Modele 1899). En 1900 fue introducido un diseño mejorado que tenía como característica principal un cañón más corto (de 122 a 102 mm), que fue adoptado en Bélgica por la Real Orden del 3 de julio de 1900 con la denominación de Mle.1900, en un principio con destino a sus oficiales para reemplazar sus viejos revólveres Nagant. Con fecha del 31 de marzo de 1901 se extendió su uso a la gendarmería y a los conductores de la artillería hipomóvil, a partir del 6 de mayo de 1901 para los suboficiales de artillería y el 16 de octubre de 1910, a todos los militares en activo que aún se equipaban con el viejo revólver.

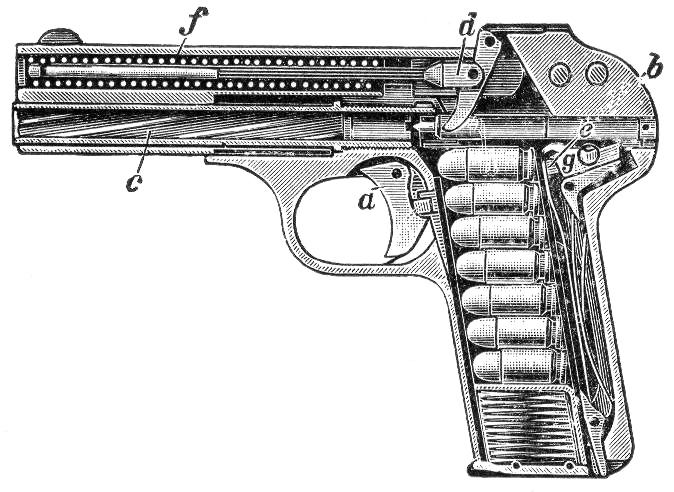
Corte esquemático de la FN M1900.

Entre los diversos países que usaron esta pistola cabe destacar:
- Policía del Gran Ducado de Luxemburgo, que la adoptó en 1903
- Policía de la República de Weimar, que lo hizo en 1920
- Los cadetes de la Escuela Militar Rusa
- La Armada austrohúngara a partir de 1914
- Policía danesa
- Policía finlandesa
- Policía croata entre 1903 y 1913
- Policía noruega

La producción cesó en 1914 con un total de 724.450 ejemplares.
El presidente estadounidense Theodore Roosevelt tenía una FN M1900 con cachas de madreperla, que habitualmente la llevaba consigo y guardaba en el cajón de su mesilla de noche. Eugen Schauman empleó una pistola M1900 (se desconoce su número de serie) para asesinar en 1904 al Gobernador General de Finlandia de aquel entonces, Nikolai Bobrikov. Contrariamente a muchos reportes falsos de fuentes diversas, la M1900 no fue la pistola empleada para asesinar al Archiduque Francisco Fernando en Sarajevo el 28 de junio de 1914; la pistola empleada por Gavrilo Princip en el notable atentado fue una FN Modelo 1910. Como los reportes iniciales solamente decían que Princip había utilizado una "pistola Browning", muchas ilustraciones de los diarios lo mostraron erróneamente disparando una FN M1900. An Jung-geun utilizó una FN M1900 para asesinar en 1909 al Residente General japonés de Corea Itō Hirobumi. Dos FN M1900 también fueron empleadas para ejecutar a la familia Romanov el 17 de julio de 1918, junto a otras armas de fuego. Abelardo Mendoza Leyva utilizó una pistola de este modelo para asesinar al presidente Luis Miguel Sánchez Cerro en 1933. Una copia china de esta pistola fue empleada durante la segunda guerra sino-japonesa y la guerra civil china.
La pistola norcoreana Tipo 64 es una copia de la FN M1900. Los ejemplares examinados por expertos occidentales estaban marcados con la fecha 1964. Se produjo una variante silenciada, que tenía una corredera más corta para permitir que el cañón roscado sobresalga lo suficiente para instalar el silenciador.

## Munición
Esta pistola empleaba el cartucho 7,65 mm Browning, conocidos también como .32 ACP y 7,65 x 17 Browning SR, en donde "SR" (Semi-Rimmed) indica que son con semi-pestaña.

## Sinónimos
Esta pistola es conocida por varios nombres, entre los cuales figuran:
- FN M1900
- FN Mle.1900
- Browning M1900
- Browning No.1
- FN Browning 7,65